# Habsburg–Lotaringiai Mária Karolina Ferdinanda főhercegnő
Habsburg–Lotaringiai Mária Karolina Ferdinanda (ismert még mint Ausztriai Karolina Ferdinanda főhercegnő, teljes nevén Mária Karolina Ferdinanda Terézia Jozefa Demetria, németül: Karoline Ferdinande von Österreich; Bécs, 1801. április 8. – Drezda, 1832. május 22.), a Habsburg–Lotaringiai-házból származó osztrák főhercegnő, II. Ferenc német-római császár és Bourbon–Szicíliai Mária Terézia császárné hatodik leánya, aki 1819-től Frigyes Ágost szász koronaherceggel kötött házassága révén szász trónörökös hercegné 1832-es haláláig. Nem születtek gyermekei.

## Élete

### Származása, testvérei

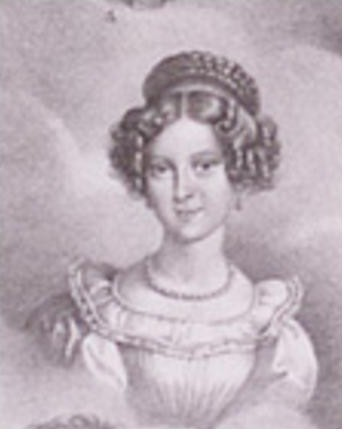
Mária Karolina Ferdinanda főhercegnő

nyolcadikként 12 testvér között született (akikből csak heten érték meg a felnőttkort, köztük kettőt súlyos testi-szellemi fogyatékosság sújtott, a Habsburg-családban szokásos rokoni házasságok következményeképpen). Keresztnevét, a Karolinát már két nővére is megkapta, de mindketten meghaltak évekkel Karolina Ferdinanda születése előtt.
Édesapja a Habsburg–Lotaringiai-házból való Ferenc József Károly osztrák főherceg volt (1768–1835), II. Lipót császár (1747–1792) legidősebb fia, József nádor bátyja, akit 1792-ben II. Ferenc néven német-római császár, I. Ferenc néven magyar és cseh király lett (1804-től megalapította az Ausztriai-házat, és I. Ferenc néven osztrák császárrá koronázták).
Édesanyja Ferenc császár második felesége, a Bourbon-házból való Mária Terézia Karolina nápoly–szicíliai királyi hercegnő (1772–1807), német-római császárné volt, IV. Ferdinánd nápolyi király (1751–1825), később I. Ferdinánd néven nápoly–szicíliai király és Habsburg–Lotaringiai Mária Karolina Lujza főhercegnő leánya. 
1. Mária Ludovika főhercegnő (1791–1847), aki 1810-ben feleségül ment I. Napóleonhozhoz, és „Mária Lujza” néven francia császárné, majd 1817-től pármai hercegnő lett.
2. Ferdinánd főherceg (1793–1875), aki később – uralkodásra való alkalmatlansága ellenére – I. Ferdinánd néven osztrák császár, „V. Ferdinánd” néven magyar király lett és 1831-ben Savoyai Mária Anna szárd királyi hercegnőt vette feleségül.
3. Karolina Leopoldina főhercegnő (1794–1795), kisgyermekként meghalt.
4. Karolina Lujza főhercegnő (1795–1799), kisgyermekként meghalt.
5. Mária Leopoldina főhercegnő (1797–1826), aki 1817-ben feleségül ment I. Péter brazil császárhoz (1798–1834), VI. János portugál király fiához, aki 1826-tól IV. Péter néven portugál király lett.
6. Mária Klementina főhercegnő (1798–1881), aki 1816-ban a Bourbon-házból való Lipót János salernói herceghez, I. Ferdinánd nápoly–szicíliai király és Mária Karolina osztrák főhercegnő fiához ment feleségül.
7. József Ferenc főherceg (1799–1807), gyermekkorban meghalt.
8. Karolina Ferdinanda főhercegnő (1801–1832), Frigyes Ágost szász koronaherceg első felesége.
9. Ferenc Károly főherceg (1802–1878), aki 1824-ben Zsófia Friderika bajor királyi hercegnőt (1805–1872), I. Miksa bajor király leányát vette feleségül. Az ő legidősebb fiuk lett Ferenc József császár és király.
10. Mária Anna főhercegnő (1804–1858), súlyos szellemi fogyatékossággal született.[1]
11. János Nepomuk főherceg (1805-1809), kisgyermekkorban meghalt.
12. Amália Terézia főhercegnő (*/† 1807), kisgyermekkorban meghalt.

Testvérei közül többen genetikailag terheltek voltak, vélhetőleg a családon belül gyakorolt endogámia miatt. Legidősebb bátyja, Ferdinánd főherceg, a későbbi császár és király vízfejűségben és epilepsziában szenvedett. Húga, Mária Anna főhercegnő értelmi fogyatékos volt, a nyilvánosságtól elzárva élt. Testvérei közül többen kisgyermekként elhunytak.

### Házassága
1819. szeptember 26-án a 18 éves Karolina Ferdinanda főhercegnő Bécsben képviselők útján (per procurationem) házasságot kötött a Szász Királyság trónörökösével, Frigyes Ágost koronaherceggel (1797–1854), a Wettin-ház Albert-ágából való Miksa szász királyi herceg (1759–1838) és a Bourbon-házból való Karolina Mária parmai hercegnő (1770–1806) fiával, Habsburg–Lotaringiai Mária Amália főhercegnő unokájával. Az ünnepélyes esküvőre 1819. október 7-én Drezdában, a Szász Királyság fővárosában került sor.
A házasságból 13 év alatt sem született gyermek. A hercegné 31 éves korában megbetegedett és 1832. május 22-én a Drezda melletti Pillnitz kastélyban meghalt. A drezdai királyi udvar katolikus templomában (katholische Hofkirche) temették el.

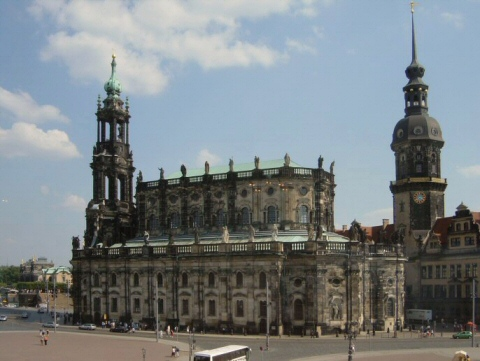
A drezdai katolikus udvari templom

### Események halála után
Az özvegyen maradt koronaherceg már a következő évben, 1833. április 24-én újra megnősült, ezúttal Mária Anna Leopoldina bajor királyi hercegnőt (1805–1877), I. Miksa bajor király és Karolina Friderika Vilma badeni hercegnő leányát vette feleségül. 1836-ban a herceg II. Frigyes Ágost néven szász királlyá koronázták, de második házassága is gyermektelen maradt. A király 1854. augusztus 9-én baleset következtében meghalt, trónját öccse, János herceg örökölte, I. János király néven.